# Jacqueline Fontyn
La baronne Jacqueline Fontyn, veuve de Camille Schmit, est une compositrice et pédagogue belge, née à Anvers le 27 décembre 1930.

## Biographie succincte
Née en décembre 1930, Jacqueline Fontyn aborde la musique par l’étude du piano — en privé, avec Ignace Bolotine — dès l’âge de cinq ans. En 1946, elle entame des études d’écriture avec Marcel Quinet qui lui enseigne directement la composition parallèlement à des cours d'harmonie, de contrepoint et de fugue. En 1954-1955, elle poursuit sa formation à Paris auprès de Max Deutsch qui l’initie au dodécaphonisme. En 1956, elle fréquente le cours de direction d’orchestre de Hans Swarowsky à Vienne, puis étudie la composition à la Chapelle musicale Reine Elisabeth dont elle est diplômée en 1959.
Nommée professeure de contrepoint au Conservatoire royal d'Anvers en 1963, elle devient en 1970 la toute première professeure (tout genre confondu) de composition du Conservatoire royal de Bruxelles, poste qu’elle occupe jusqu’en 1990. Elle se consacre ensuite à la composition.
Parallèlement, elle enseigne lors de nombreux séminaires dans le monde entier (Chine, Corée, États-Unis, Europe, Israël, Nouvelle-Zélande, etc.).
Ses œuvres ont été couronnées par de nombreux prix : médaille d’argent au Concours international de Moscou (1957), 3e prix et prix de la SABAM au Concours international de Liège (1959), Prix Oscar Espla (Alicante, 1962), 1er prix du Concours de Halifax (1973), Prix Arthur Honegger en 1987, etc.
Son style est en constante évolution. Ses premières œuvres sont influencées par Arnold Schönberg (Max Deutsch avait été l'élève du compositeur autrichien) et utilisent un langage sériel et dodécaphonique. À partir d'Éphémères, créé en 1979 pour mezzo-soprano et onze instruments, sur des poèmes de Robert Guiette, elle privilégie un langage modal, atonal et, toujours dodécaphonique mais plus riche en potentialités expressives.

## Discographie
- Jacqueline Fontyn | Musique de Chambre, Laurentiu Sbarcea, Emile Cantor, Els Crommen, Philippe Terseleer, Jean-Michel Charlier, Charles-André Linale. Cypres Records 2004 (CYP4620)
- Jacqueline Fontyn | Trios, Trio Spilliaert, Jean-Samuel Bez, Guillaume Lagravière, Gauvain de Morant, Apolline Degoutte, Raphaël Béreau, Karel Coninx. Cybele 2022 (SACD 362204)

## Distinctions
- Chevalière de l'ordre de Léopold
- Chevalière de l'ordre de la Couronne
- Le roi Albert II de Belgique lui a conféré le titre personnel de baronne en 1993. Sa devise est Nulla Dies sine Nota[1].